# Vi er allesammen tossede
Pour plus de détails, voir Fiche technique et Distribution.
Vi er allesammen tossede (littéralement « nous sommes tous fous ») est un film danois réalisé par Sven Methling, sorti en 1959.

## Synopsis
Un homme voit des éléphants. La police le croit ivre et le met en prison et il termine en hôpital psychiatrique.

## Fiche technique
- Titre : Vi er allesammen tossede
- Réalisation : Sven Methling
- Scénario : Arvid Müller et Aage Stentoft
- Musique : Sven Gyldmark
- Photographie : Aage Wiltrup
- Production : Henning Karmark et Aage Stentoft
- Société de production : Scala Film
- Pays de production :  Danemark
- Genre : Comédie
- Durée : 83 minutes
- Dates de sortie : 
  - Danemark : 18 décembre 1959
  - France : 1959

## Distribution
- Kjeld Petersen : Alex Alexandersen
- Jessie Rindom : Mme. Alexandersen
- Birgitte Reimer : Birthe Alexandersen
- Buster Larsen : William Frandsen
- Dirch Passer : Knudsen

## Distinctions
Le film a reçu 2 Bodils, celui du meilleur film et celui du meilleur acteur pour Kjeld Petersen.